# Aberdeen (gruppo musicale)
Gli Aberdeen sono stati un gruppo musicale pop statunitense originario di Los Angeles.
La band si è formata nel 1993 ed è stata attiva per alcuni anni prima di sciogliersi; successivamente è ritornata in attività nel periodo 2001-2005 e per un tour nel 2011.

## Discografia
Album studio
- 2002 - Homesick and Happy to Be Here
- 2006 - What Do I Wish for Now?

Singoli
- 1994 - Toy Tambourine
- 1995 - Fireworks
- 1995 - Snapdragon
- 2002 - Sink or Float
- 2003 - The Boy Has Gone Away
- 2005 - Florida